# Trouble with Eve
Trouble with Eve é um filme de comédia produzido no Reino Unido em 1960, dirigido por Francis Searle e com atuações de Hy Hazell, Robert Urquhart e Garry Marsh. É baseado na peça teatral Widows are Dangerous, de June Garland.